# Le Manège enchanté
Pour les articles homonymes, voir Manège enchanté.
Le Manège enchanté est une série télévisée d'animation en volume française et qui compte environ 500 épisodes de 5 minutes (dont 15 en noir et blanc), créée par Serge Danot :
- en France, la première saison est diffusée à partir du 5 octobre 1964[5] sur la première chaîne de l'ORTF ;
- deuxième saison diffusée d'abord au Royaume-Uni, du 5 octobre 1970 au 25 février 1971 sur la BBC[6]. Puis sur la deuxième chaîne en couleur dans l'émission Colorix à partir du 6 décembre 1972[7] ;
- troisième saison diffusée à partir du 11 mars 1974 sur la première chaîne de l'ORTF. Rediffusion des saisons 2 et 3 du 16 avril 1982[8] dans FR3 Jeunesse au 3 juillet 1987[9] dans Amuse 3 sur FR3 ;
- quatrième saison diffusée le 7 janvier 1990 sur TF1, le reste sera diffusé dans Youpi ! du 1er février 1990[10] à fin août 1990[11] sur La Cinq. Rediffusion dans Club Mini sur TF1, puis sur La Cinquième, pour 3 saisons de 1994 à 1995 et les saisons 4 et 5 de 1999 à 2000 sur M6 aussi de 2000 à 2001 puis au Royaume-Uni, en 1992 à 1993 sur la Channel 4 et les années 2000 sur Cartoon Network;
- cinquième saison produite en 1993 et diffusée tardivement dans les années 2000 sur Mangas, puis au Royaume-Uni, en 1993 sur la Channel 4 et les années 2000 sur Cartoon Network.

Au Québec, elle est diffusée à partir du 4 avril 1967 en avant-midi après La Souris verte, dans une case-horaire de 15 minutes. Autre diffusion dès le 13 décembre 1987 sur TVJQ. Elle a aussi été utilisée en tant qu'intermèdes sur Canal Famille.

## Synopsis
Cette série, destinée aux enfants, met en scène le manège du père Pivoine sur lequel s'amuse la petite Margote (parfois Margotte). Zébulon, un personnage monté sur ressort, la transporte grâce à une formule magique, « Tournicoti tournicoton… », au pays du Bois-Joli. Elle y retrouve ses amis : Pollux le chien, Azalée la vache, Ambroise l’escargot, Flappy le lapin et le Bonhomme Jouvence le jardinier.

## Origines
« Je connaissais un garçon qui travaillait dans un groupe qui s'appelait « les garçons de la rue » (…) Ils chantaient des chansons. Je les croisais dans des cabarets, on était parfois dans des programmes ensemble. Et puis un jour il m'a dit: « J'ai rencontré un type, on a fait une maquette pour la première chaîne - parce que la première chaîne ils sont embêtés avec Claude Laydu - parce qu'ils font Nounours. Et c'est Nounours qui pilote, il fait tout ce qu'il veut, il n'y a pas d'autre émission pour les mômes. Alors on a fait une maquette avec des personnages animés sur le procédé tchécoslovaque Trnka. » C'est-à-dire, c'est de l'animation image par image. »

— Jacques Baudoin dans « Le dernier interview de Jacques Bodoin par Guillaume Muller » d'octobre 2016

## Historique

### Série 1 (Danot productions)
- Première saison :

Serge Danot travaille au départ dans une agence de publicité appelée La Comète. Il connaît déjà le monde de l'animation et prépare durant trois années la maquette d'un court-métrage d'animation. Après avoir rencontré en 1963 Claude Réfabert (directeur des usines Clodrey) au Salon du jouet, qui deviendra son mécène, Danot propose son projet à l'ORTF. Le projet est accepté, mais la télévision ne peut prendre en charge toute la production. Réfabert finance alors la création de la société DANOT (Distribution Animation Nouvelle Organisation Technique). Danot emploie et s'associe avec ses anciens collègues et amis de La Comète. Les premiers épisodes sont réalisés dans son appartement rue Danicourt à Malakoff près de Paris, après ses journées de travail.
Les premiers épisodes sont diffusés à partir du 5 octobre 1964 à 19 h 20 sur la première chaîne de l'ORTF.
En 1966, il installe le plateau de tournage chez lui dans l'usine de la Feuillée, la tannerie que son père possédait sur les bords de la Sèvre Nantaise à Cugand (Vendée) presque en limite de la commune de Clisson, sa ville natale,. 13 épisodes sont commandés, et diffusés, avant que l'ORTF n'achète un total de 250 épisodes. Jean-François Corneille et Raphaël Estève élaborent les décors. Ivor Wood, et Enrique Nicamor animent les petites poupées image par image. L'écrivain Aline Lafargue écrit plus de 200 scénarios, sur les 500 épisodes tournés.
Jacques Bodoin et Micheline Dax ont quitté la série après le 150e épisode en raison d'un désaccord financier avec Serge Danot. Ils retrouveront une partie de l'équipe de création (Aline Lafargue, Jean-François Corneille et Ivor Wood) sur la série Titus le petit lion l'année suivante.
- Deuxième saison :

Après sa suppression en 1967, la série continue d'être diffusée au Royaume-uni. La BBC passe commande de nouveaux épisodes qui seront diffusés du 5 octobre 1970 au 25 février 1971 sur la BBC. Permettant à Serge Danot de continuer à produire la série.
- Troisième saison :

En 1973, une centaine d'épisodes est commandée par la France. Au Royaume-Uni, ces épisodes ont été diffusés du 18 février 1974 au 31 janvier 1977 sur la BBC.
Ces 116 épisodes sont rediffusés à partir de 1982 sur FR3, accompagnés de nouvelles musiques signées Carlos Leresche, et du nouveau générique « C'est moi Pollux » avec des paroles de Luc Aulivier.

### Série 2 (Danot productions/AB Productions)
- Quatrième saison :

Les droits de la série sont acquis par AB Productions.
Officiellement, AB commande 250 épisodes supplémentaires pour le compte de TF1 au départ.
En fait ces épisodes présentés comme nouveaux, ne sont composés que de 216 épisodes issus des saisons 2 et 3 (1970-1976), avec de nouvelles musiques signées Gérard Salesses et un nouveau générique "Tournicoti-tournicoton". Certains titres d'épisodes sont changés. La voix de Margote est également réenregistrée par Patricia Danot (On entend la voix de Patricia Danot plus jeune dans les scènes où elle parle en même temps que les autres personnages).
Seuls deux épisodes de cette nouvelle série sont diffusés à partir du 7 janvier 1990 sur TF1, le reste sera diffusé dès février 1990 sur La Cinq. Soit 120 épisodes pour la cinquième chaîne.
- Cinquième saison :

Les 130 épisodes restants seront commandés en 1993 par TF1. Leur production ira jusqu'en 1995. Toujours coproduits par AB, ces nouveaux épisodes sont réalisés par Raoff Sanoussi. Jamais diffusés par la Une, ils seront programmés sur Mangas.

### Série 3 (2006)
Une nouvelle série en images de synthèse de 52 épisodes a été diffusée à partir de septembre 2006 sur Playhouse Disney France, le 2 avril 2006 sur M6 puis le 11 mai 2015 dans Zouzous sur France 5. Au Royaume-Uni, en 2006 sur la Nickelodeon.

## Diffusion internationale
Le Manège enchanté, traduit en une trentaine de langues, a connu un succès considérable dans de nombreux pays : l'émission a ainsi été adaptée en anglais par l'acteur Eric Thompson, père de l'actrice Emma Thompson, et diffusée par la BBC entre octobre 1965 et janvier 1978, sous le titre The Magic Roundabout. Outre manche, Pollux reçoit 100 000 lettres par semaine.
Ces diffusions ont principalement utilisé des épisodes des séries de 1974, 1993 et 1995, qui ont été re-narrés par Jimmy Hibbert (qui, contrairement aux précédents doublages britanniques, a réellement traduit les scripts français, mais pas entièrement textuellement), bien que certains épisodes du doublage de Nigel Planer aient également été diffusés.
Au total, 98 chaînes de télévision ont diffusé la série hexagonale, des États-Unis à l'Iran, en passant par le Japon,[réf. nécessaire] et elle a été traduite en 29 langues.

## Distribution (voix)
- Jacques Bodoin : Pollux / Flappy / Ambroise / Zébulon / Père Pivoine / Bonhomme Jouvence / Le Train (1963-1966)
- Bernard Haller : Pollux (1966)
- Lebrun : Pollux (1966)
- Christian Riehl : Pollux / Flappy / Zébulon / Père Pivoine / Le Train / Les autres voix (1966-1995)
- Micheline Dax : Azalée (1963-1966)
- Pascaline Priou : Azalée / Bonhomme Jouvence / Coralie / Les autres voix (1966-1995)
- Patricia Danot : Margote (1963-1995)
- Serge Danot : Ambroise / Les autres voix (1966-1990)

## Personnages

### Père Pivoine
Un forain au grand cœur qui console les enfants et offre des tours de manège. D'après son accent, il est marseillais.

### Margotte
Une petite fille, sûrement parisienne, qui vient au Bois-Joli voir son chien Pollux. Elle lui apprend des bonnes manières avec gentillesse. Elle est très appréciée des habitants du Bois-Joli. Dans Pollux et le chat Bleu, il est révélé qu'elle vient de Chine.

### Zébulon
Zébulon est un magicien à la tête rouge d'origine espagnole qui apparaît sous la forme d'un diable à ressort. Il a été enfermé pendant au moins 4000 ans jusqu'à ce que le Père Pivoine le libère. Il suffit de prononcer son nom une fois, pour qu'il apparaisse. Grâce à la phrase « Un, deux, trois ! », il téléporte Margote et les enfants au Bois-Joli. Il protège ce lieu préservé, grâce à une « onde magique ». Sans sa moustache, il perd souvent ses pouvoirs.

### Pollux

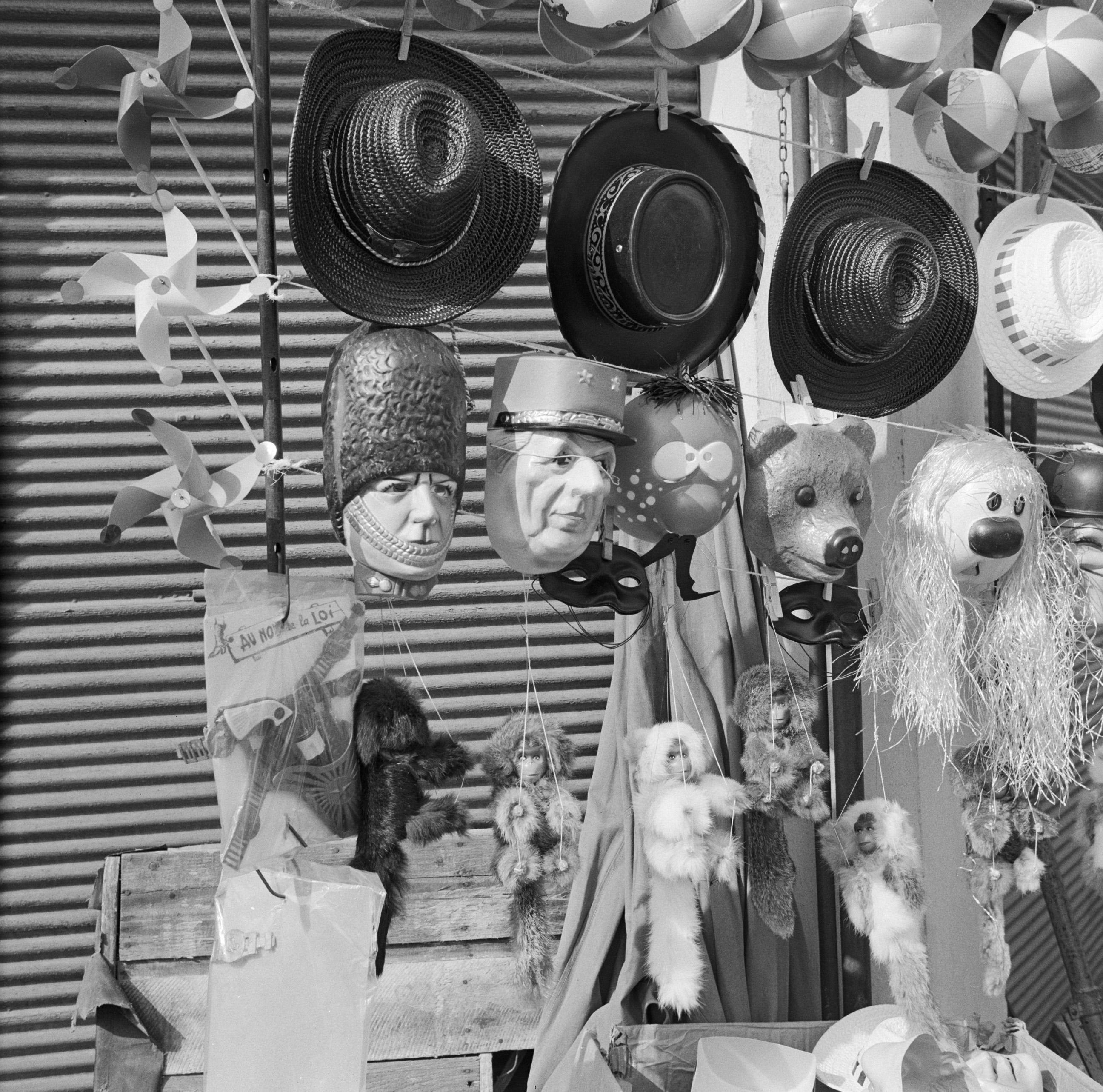
Masque de Zébulon, troisième à partir de la gauche, et masque ressemblant à Pollux, à droite (1965).

Pollux est un chien anglais à poil long, fan de sucre. Il n'apparaît qu'au septième épisode, et encore était-il simplement censé aboyer et non parler. Son accent anglais lui vient de son créateur, l'animateur britannique Ivor Wood. Le fait que Pollux devienne par la suite le personnage emblématique de la série, volant la vedette aux autres, créera une scission entre Serge Danot et les animateurs.
Pollux n'est pas le seul personnage à avoir un accent particulier. Dans la version française des années 1960, chaque personnage parle avec un accent typique d'une des principales régions linguistiques de la France.

### Azalée
Pour les articles homonymes, voir Azalée (homonymie).
Azalée est une vache à pois qui se prend pour une star. Dans la série originale, elle a l'habitude de mal prononcer le nom de tout le monde, en particulier celui de Pollux. Elle aime aussi les fleurs et a un gros appétit. Au cours de la troisième saison, elle acquiert le pouvoir de voler, ce qu'elle fait chaque fois qu'elle est excitée ou pressée, et devient préoccupée par son poids.

### Ambroise
Ambroise est un escargot très carré dans sa pensée. Il n'aime pas mentir et se fait souvent moquer par Pollux. Néanmoins, les deux sont les meilleurs amis et il est généralement très fidèle envers le chien (même s'il a parfois ses limites). Il habite dans sa coquille. Dans la série originale, il aime courir avec le train et apprécie les légumes comme la laitue et la salade. Il n'aime pas nager.

### Flappy
Flappy est un lapin guitariste mexicain qui replie ses oreilles sur ses yeux pour faire la sieste. Dans les épisodes en couleur, ses caractéristiques et ses talents culinaires sont plus italiens.

### Bonhomme Jouvence
Bonhomme Jouvence est un jardinier, qui roule en tricycle malgré ses 100 ans. Il commence toujours toutes ses phrases par « Hep Hep Hep ».

### Les amis de Margote
Après la saison 1, ils ne sont apparus que dans quatre épisodes en couleur au cours de la saison 2 (L’écharpe du bonhomme de neige, Le voyage extraordinaire, La pluie et Les vendanges). À partir de la saison 3, les amis de Margote n'apparaissent plus dans les épisodes mais uniquement dans le début et la fin des génériques.

#### Pio et Basile
Les deux garçons, amis de Margote : Basile porte une culotte courte alors que Pio porte un survêtement bleu avec un liseré jaune et des baskets. Basile est fier et parfois un peu snob (dans un épisode, Le Voyage imaginaire, il joue même le rôle de l'amiral du bateau). Pio est fort et courageux, il cite souvent son père, commençant ses phrases par : « Moi, mon père il dit toujours… ». Dans certains épisodes, leurs noms et parfois leurs voix sont inversés. C'est ainsi que dans La pluie et Les vendanges, Basile dit la phrase fétiche de Pio.

#### Coralie
Comme Margote, Coralie est très gentille, mais pas aussi courageuse ou intelligente que son amie.

### Le Train
Transporteur des habitants de Bois-Joli. Il parle toujours d'une voix rauque, car il est généralement à bout de souffle. Il est parfois conduit par le Père Pivoine, c'est aussi un bon ami d'Azalée, car elle adore le regarder passer. À l'occasion, Ambroise aime le défier en course. Dans le doublage anglais britannique d'Eric Thompson, le train est un personnage féminin. À partir de la nouvelle série reboot de 2006 (ainsi que du doublage français du film de 2005), c'est un personnage muet.

## Censure
Dans le documentaire Pollux superstar, Patricia Danot estime que Le Manège enchanté était Les Guignols de l'info avant l'heure. Elle évoque certaines censures, notamment sur un épisode appelé Les Pompoms. Georges Pompidou était alors Premier ministre. Elle explique que « C'est vrai que les enfants y voyaient les pompiers, mais bon c'était pas les pompiers qu'il y avait. » L'histoire était à double lecture.

## Le Manège enchanté(2006)
En 2006 est lancée la production d'une nouvelle série en images de synthèse entièrement réalisée par le studio français Action Synthèse, basé à Marseille et déjà à l'origine d'un long métrage en 2005. Inspirés des personnages du film Pollux : Le Manège enchanté et d'une durée de 11 minutes, les nouveaux épisodes sont diffusés à partir de septembre 2007 sur Playhouse Disney France, le 2 avril 2008 sur M6, puis le 11 mai 2015 dans Zouzous sur France 5. En Bretagne, la série a été doublée en breton et diffusée à partir du 2 mars 2016 sur Brezhoweb.
Le générique de début montre le manège à Marseille, avec au loin la basilique Notre-Dame-de-la-Garde, avant que Zébulon ne le transporte sur la place du village où habitent ses amis.
La musique a été composée par Damien Hervé et Lydia Martinico[réf. nécessaire]

### Voix originales
- David Holt : Pollux : Ambroise
- Sue Elliot-Nicholls : Margotte
- Emma Tate (en) : Azalée
- Jimmy Hibbert : Flappy : Père Pivione
- Wayne Forrestier : Zebulon

### Voix françaises
- Martial Le Minoux : Pollux, Ambroise
- Karine Foviau : Margote
- Barbara Tissier : Azalée
- Xavier Fagnon : Zebulon
- Thierry Kazazian : Flappy

## Produits dérivés
De nombreux produits dérivés ont été distribués à l'effigie de Pollux et des autres personnages du « Manège ». Peluches, figurines, marionnettes ont été fabriquées par des grands noms du jouet français comme Delacoste, Jim, Clodrey.

## Films d'animation
- Pollux et le Chat bleu : film d'animation français réalisé par Serge Danot en 1970
- Pollux : Le Manège enchanté : film d'animation franco-britannique, sorti en 2005